# Claudinei Oliveira
Claudinei dos Santos Oliveira (Santos, 19 de setembro de 1969) é um treinador e ex-futebolista brasileiro que atuava como goleiro. Atualmente comanda o Paysandu.

## Carreira como jogador
Claudinei atuou pouco pelo Santos, jogando mais em times pequenos do interior de São Paulo e Minas Gerais.

## Carreira como treinador

### Santos
No ano de 2009, começou a carreira de treinador de futebol, na categoria de base do Santos, primeiramente comandando o  Sub-15, sagrando-se campeão paulista. No ano seguinte, foi promovido a Sub-17 e ganhou outro Campeonato Paulista.
Em 2011, chegou ao time sub-20, e conseguiu tanto o Campeonato Paulista (em 2012) quanto a Copa São Paulo de Futebol Júnior (em 2013), título que o clube não ganhava desde 1984. Após a demissão de Muricy Ramalho, foi convidado a assumir o elenco principal do próprio Santos.
Estreou um dia depois, contra o Grêmio, pela terceira rodada do Brasileirão 2013. A primeira vitória veio no confronto com o Atlético Mineiro. Após esse jogo, Claudinei, então interino, era cotado para ser um possível assistente de Marcelo Bielsa, mas com a desistência da direção por contratar esse profissional e também outros, acabou sendo confirmado como treinador. Em agosto, comandou o time na derrota histórica por 8x0 para o Barcelona, no troféu Joan Gamper
Permaneceu até o fim do Campeonato Brasileiro de 2013 - Série A onde a equipe finalizou na sétima posição.

### Goiás
Em 3 de janeiro de 2014 foi apresentado pelo Goiás como seu novo treinador. No dia seguinte a derrota para o Atlético Goianiense na final do Campeonato Goiano de 2014, em 14 de abril, Claudinei foi demitido.
Dois dias depois assumiu o comando técnico do Paraná.

### Atlético Paranaense
Em 3 de setembro foi contratado pelo Atlético Paranaense. Porém a forma repentina pela qual deixou o Paraná foi criticada pelo clube.
A equipe terminou o Campeonato Brasileiro de 2014 na oitava colocação. Porém a má campanha no Campeonato Paranaense de 2015, quando o Atlético ocupava a nona posição entre doze equipes, o levou a ser demitido em 15 de março de 2015.
Dias após ser demitido na equipe paranaense, acertou com o Vitória. No dia 20 de maio, foi demitido após a eliminação na Copa do Brasil para o ASA de Arapiraca.

### Paraná
No final de 2015 assumiu o Paraná.
O clube até chegou a liderar o Campeonato Paranaense, porém terminou na terceira colocação. Após início irregular na série B acabou demitido em 13 de junho de 2016.

### Avaí
Em 24 de agosto foi anunciado no comando técnico do Avaí.
Em 16 partidas no comando Avaí, conquistou 12 vitórias (oito jogando na Ressacada, e quatro fora de casa), e quatro empates (um jogando na Ressacada, e três jogando fora de casa). Conquistou o tão sonhado acesso com a equipe catarinense no final da temporada com uma rodada de antecedência, depois de ser muito contestado, assim como todo o grupo. Foi muito festejado pela torcida avaiana. 
"Coloquei o nome na história do Avaí."— Claudinei após conquistar o acesso à Série A com o Avaí. 
Após fazer um bom ano de 2016, com o vice-campeonato da Série B de 2016 e o acesso à Série A de 2017, Claudinei não evita o rebaixamento da equipe ao final da competição. Precisando de uma vitória na última rodada contra o Santos, o Avaí só empata em 1x1 com o time paulista e é rebaixado para a divisão inferior. Apesar das críticas e da pressão da torcida, continua no cargo. 
Em 2018, o Avaí oscila no Campeonato Catarinense e não consegue chegar a final da competição. Entretanto, elimina o Fluminense na terceira fase da Copa do Brasil, o que dá um fôlego ao treinador pressionado. Na fase seguinte, enfrentaria o Goiás. No primeiro jogo na Ressacada, empate em 2x2, com direito a homenagem ao técnico pela marca de 100 jogos pelo clube, após a partida.  Contudo, no jogo da volta o Avaí perde de 2x0 para o time esmeraldino e é eliminado da competição. O treinador não suporta a pressão e é demitido no dia seguinte, após ganhar apenas uma partida nas últimas 11 que disputou.  Oliveira viu sua passagem no clube catarinense como boa e surpreendente em relação as expectativas quando ele chegou. 
"[...] Sou muito grato à diretoria, à minha comissão técnica, aos funcionários, ao grupo de atletas com quem trabalhei e à torcida avaiana, que nos apoiou durante todo o tempo em que estive aqui. [...] Foi uma história maravilhosa colocar o Avaí de volta na Série A... [...]."— Claudinei, em nota, após sua demissão depois de quase dois anos a frente do cargo de treinador do Avaí. 

### Sport Recife
Em abril de 2018, uma semana após ser demitido do Avaí, a diretoria do Sport Recife anuncia Claudinei Oliveira como treinador da equipe leonina. 

### Retorno ao Paraná
Em agosto de 2018, retornou ao clube com a saída de Rogério Micale.

### Chapecoense
Em 9 de agosto de 2023 foi contratado pela Chapecoense para comandar o clube na sequência da Série B. Foi demitido no dia 10 de fevereiro de 2024, após derrota para o Joinville pelo Campeonato Catarinense.

### Guarani
No dia 12 de fevereiro de 2024, foi contratado pelo Guarani. Em 27 de abril de 2014, foi anunciado o seu desligamento após a segunda derrota seguida na Série B.

### Londrina
Em 15 de maio de 2024 foi contratado pelo Londrina para comandar o clube na Série C.

## Estatísticas como treinador
Atualizadas até 26 de abril de 2024
| Equipe              | Jogos | Vitórias | Empates | Derrotas | Aproveitamento |
| ------------------- | ----- | -------- | ------- | -------- | -------------- |
| Santos              | 40    | 17       | 11      | 12       | 51.67%         |
| Goiás               | 31    | 16       | 8       | 7        | 60.22%         |
| Paraná              | 56    | 18       | 15      | 23       | 41.07%         |
| Atlético Paranaense | 24    | 9        | 4       | 11       | 43.06%         |
| Vitória             | 12    | 5        | 5       | 2        | 55.56%         |
| Avaí                | 176   | 79       | 50      | 47       | 54.36%         |
| Sport               | 34    | 14       | 7       | 13       | 48.04%         |
| Chapecoense         | 44    | 15       | 12      | 17       | 43.18%         |
| Botafogo-SP         | 30    | 9        | 4       | 17       | 34.44%         |
| Operário-PR         | 20    | 5        | 6       | 9        | 35%            |
| Vila Nova           | 34    | 13       | 11      | 10       | 49.02%         |
| Guarani             | 7     | 1        | 3       | 3        | 28.57%         |
| Total               | 514   | 203      | 140     | 171      | 48.57%         |

## Títulos

### Como treinador
Avaí
- Campeonato Catarinense: 2021

Santos (categorias de base)
- Copa São Paulo de Futebol Júnior: 2013
- Campeonato Paulista - Sub-20: 2012
- Campeonato Paulista - Sub-17: 2010
- Campeonato Paulista - Sub-15: 2009

## Prêmios individuais
- Seleção do Campeonato Catarinense: 2021